# 대성원 (김포시)
대성원(大聖院)은 대한민국 경기도 김포시 대곶면 약암리에 있다. 1986년 3월 3일 김포시의 향토유적 제3호로 지정되었다.

## 개요
조선 말기 향토출신의 유생 심성택(沈星澤)이 사재로 본 건물을 축조했다고 전하며 유생들이 모여 시화(詩話)의 학문을 강론하던 정자로서 지난날 선비들의 풍류와 기품이 아직도 살아 감도는 듯한 도장이다.